# 오준성
오준성(2006년 6월 12일~)은 대한민국의 탁구 선수이다.

## 경력
2006년 서울에서 오상은과 이진경 부부의 2남 중 차남으로 태어났다. 부모 모두 탁구인으로 특히 아버지 오상은은 대한민국 국가대표로 활동했다.
어린 시절부터 아버지의 지도를 받으며 탁구 선수로 성장했고 2017년 제71회 전국남녀종합탁구선수권 대회 남자 단식에서 초등학생으로는 최초로 3회전까지 진출하였다. 2022년 8월에는 대통령기 대회 일반부 단식에서 우승하며 고교생으로는 최초로 일반부에서 우승하였다. 그 해 말에 다니던 대광고등학교를 중퇴하고 미래에셋증권 탁구단에 입단했다. 
2023년 4월에는 당진에서 열린 국가대표 선발전에서 2위를 하면서 대한민국 국가대표로 발탁되었다. 9월에는 평창에서 열린 2023년 아시아 선수권 대회에 참가하여 단체전 은메달을 획득했다. 이후 같은 달 중국 항저우에서 열린 2022년 아시안 게임에서 참가했으며 대한민국 아시안 게임 탁구 참가 선수 중 최연소 선수가 되었다. 그는 단체전에 참가하여 은메달을 획득했다.